# Дойчин Василев
Дойчин Василев е български алпинист, антарктически изследовател и кинодокументалист.
Роден е в с. Кумарица, днес квартал на град Нови Искър, влизащ в Столичната община. Завършва висше образование – инженер полиграфист, в Лайпциг (ГДР). Работи като преподавател в Техникума по полиграфия и фотография „Юлиус Фучик“, след това в полиграфични фирми, а в един период е съветник на Соломон Паси в МВнР.
С алпинизъм се занимава от 1976 г. От 1981 г. е заслужил майстор на спорта. Към 1987 г. е член на туристическо дружество „Иван Вазов“, София.
Участник е в три български национални експедиции в Хималаите: Лхотце, 1981 г., Еверест, 1984 г. и Анапурна, 1989 г.
Изкачил е три хималайски осемхилядника: Дхаулагири (1995 г.), Еверест (1997 г., партиен секретар на експедицията) и Макалу (1998 г., първо българско изкачване с Иван Вълчев, Здравко Петков и Запрян Хорозов). Обявеното от него изкачване на Чо Ою на 17 май 1999 г. е спорно – той не представя доказателства, то не е признато от независим източник, а хроникьор № 1 на хималайските изкачвания Е. Хоули отбелязва, че на тази дата „поради влошаване на времето никой алпинист не е преминал 8-хилядната граница“. През 1999 г. при опит за изкачване на Шиша Пангма Дойчин Василев и Карина Сълова достигат до т.нар. Централен/Западен връх (8008 m), на около два часа от най-високата точка, Главния връх (8013 m).
Има участия в единадесет експедиции в Хималаите.
Президент на алпийския клуб „Вихрен“, София.
Участник в топографското проучване на планината Тангра 2004/05, отбелязано като събитие в хронологията на изследването на Антарктика.
Награден с орден „Стара планина“ 1-ва степен за изкачването на Еверест през 1997. Носител на орден „Народна република България“ 2-ра степен.
Дойчин Василев умира на 7 декември 2024 г.

## Фотографски изложби и филми

### Филми
- Чомолунгма (1997)

## Други факти
Според Комисията по досиетата Дойчин Василев от 1980 г. е вербуван към тоталитарните служби на комунистическа България – Второ главно управление на ДС (контраразузнаването); агентурен псевдоним „КАЛИН“.